# Lysimachia henryi
Lysimachia henryi är en viveväxtart som beskrevs av William Botting Hemsley. Lysimachia henryi ingår i släktet lysingar, och familjen viveväxter. Utöver nominatformen finns också underarten L. h. guizhouensis.